# UNSTOPPABLE (BsGirlsのアルバム)
『UNSTOPPABLE』（アンストッパブル）は、2022年4月15日にavex traxから発売されたBsGirlsのミニ・アルバムおよび表題曲のタイトル。

## 概要
BsGirlsの2022シーズン1枚目のCDである。例年はシングルCDとしてリリースされるが、今回は新曲2曲に既存曲6曲を含めたミニ・アルバムとしてリリースされた。
歌唱メンバーは2021シーズンからの継続となるINA、KAZANEと2020シーズン以来の復帰となるNUI、2022シーズンより加入したIRIの4名。
表題曲の「UNSTOPPABLE」は、2021年に優勝したオリックス・バファローズの勢いは今年も止められないという想いが込められている。
カップリング曲の「MOLA」はスペイン語で「かっこいい」「イケてる」という意味。
3曲目の「Take Me」より8曲目の「GO ALL TOGETHER」までは過去にリリースした楽曲の再録音。「GO ALL TOGETHER」は2021年のオリックスのパシフィック・リーグ優勝を受けて2021年秋に急遽発表した曲で、配信でのリリースはあったもののCD化は初である。

## 収録曲目

### CD
1. UNSTOPPABLE
作詞：上村茉冬、作曲：flare、編曲：flare
2. MOLA
作詞：上村茉冬、作曲：flare、編曲：flare
3. Take Me（2022 Ver.）
作詞：上村茉冬、作曲：flare、編曲：flare
4. SKY（BsG2022 Ver.）
作詞：MEGA STOPPER、作曲：MEGA STOPPER、編曲：flare
5. HERO（2022 Ver.）
作詞：CHAL、作曲：flare、編曲：flare
6. Happy Day（2022 Ver.）
作詞：上村茉冬、作曲：flare、編曲：flare
7. 幸せの輪（2022 Ver.）
作詞：CHAL、作曲：flare、編曲：flare
8. GO ALL TOGETHER（2022 Ver.）
作詞：CHAL、作曲：flare、編曲：flare
9. UNSTOPPABLE(Instrumental)
作曲：flare、編曲：flare
10. MOLA(Instrumental)
作曲：flare、編曲：flare
11. Take Me（2022 Ver.）(Instrumental)
作曲：flare、編曲：flare
12. SKY（BsG2022 Ver.）(Instrumental)
作曲：MEGA STOPPER、編曲：flare
13. HERO（2022 Ver.）(Instrumental)
作曲：flare、編曲：flare
14. Happy Day（2022 Ver.）(Instrumental)
作曲：flare、編曲：flare
15. 幸せの輪（2022 Ver.）(Instrumental)
作曲：flare、編曲：flare
16. GO ALL TOGETHER（2022 Ver.）(Instrumental)
作曲：flare、編曲：flare

### DVD
1. UNSTOPPABLE (Music Video)

## 関連イベント
リリース記念イベントが2022年3月5日、21日、27日、4月10日にヨドバシカメラマルチメディア梅田にて開催された。感染症拡大防止の観点よりCD予約者への生写真手渡し特典会がマジックハンドを用いたものに変更となっている。
また、2020シーズンより中断していたホームゲーム開催日のCD購入者に対するサイン会も復活している。ただし2019シーズン以前のようなメンバーによるCD即売会は引き続き開催されない。